# هيماتين
الهيماتين أو الهماتين أو السائل اليحموري أو حديد اليحمور (بالإنجليزية: Haematin)‏ هوَ صباغ بُني أو مُزرق داكن يحتوي على الحديد على شكل فيريك، حيثُ يتم الحصول عليه من خلال أكسدة الهيم.
يَمنع الهماتين تَصنيع البورفيرين، كما أنهُ يُحفز تصنيع الغلوبين. الهماتين من مكونات السيتوكرومات وَالبيروكسيداز، كما أنهُ يُستخدم ككاشف كيميائي.